# Todos los hombres sois iguales (serie televisiva)
Todos los hombres sois iguales è una serie televisiva spagnola, trasmessa su Telecinco dal 1996 al 1998, andata in onda per cinque stagioni e un totale di 66 episodi.

## Trama
Joaquín, Manolo e Juan Luis, tutti e tre da poco separati dalle rispettive mogli, condividono un appartamento in cui cercano di riprendere la loro vita da uomini single. Totalmente incapaci di provvedere alla gestione di una casa, assumono la colf Yoli, una giovane e attraente ragazza. Ben presto, i tre si trovano in competizione per conquistare il cuore della domestica.

## Produzione
La serie era ispirata all'omonimo film del 1994, diretto da Manuel Gómez Pereira.
Rispetto al film da cui era tratta, la serie contò su un grande numero di personaggi secondari, tra cui le ex mogli e i figli dei protagonisti, ma anche le loro nuove fiamme e altri personaggi che orbitavano attorno alle loro vite, tra cui la cameriera del bar e i vicini di casa omosessuali. I tre personaggi di Rubén, Juanma e Nico fungevano, infatti, da contraltare rispetto ai tre protagonisti, espressione di una certa mascolinità tossica; i vicini gay erano raccontati in maniera progressista per l'epoca, offrendone una caratterizzazione simile a quella dei personaggi eterosessuali e non stereotipata, raccontando per esempio le discriminazioni e l'impossibilità di sposarsi (al tempo, infatti, in Spagna non erano ancora consentiti i matrimoni tra persone dello stesso sesso).
La serie vide la partecipazione di diverse guest star e fu prodotto anche un episodio speciale dedicato al dietro le quinte con interviste alla troupe e al cast.
Nata come commedia, nel corso del tempo virò anche su narrazioni più drammatiche, che portarono ad un calo degli ascolti.
Il soggetto della fiction fu venduto anche in Italia, dove andò in onda nel 1997 con il titolo Tutti gli uomini sono uguali.

## Episodi
| Stagione         | Episodi | Prima TV Spagna |
| ---------------- | ------- | --------------- |
| Prima stagione   | 12      | 1996            |
| Seconda stagione | 10      | 1996-1997       |
| Terza stagione   | 15      | 1997            |
| Quarta stagione  | 15      | 1997-1998       |
| Quinta stagione  | 14      | 1998            |

## Premi e nomination
| Anno | Premio                                    | Candidatura              | Categoria                                              | Risultato       |
| ---- | ----------------------------------------- | ------------------------ | ------------------------------------------------------ | --------------- |
| 1997 | Premio Ondas                              | Miglior serie televisiva | Miglior serie televisiva                               | Vincitore/trice |
| 1997 | Premios de la Unión de Actores y Actrices | Tito Valverde            | Miglior attore protagonista in una serie TV            | Vincitore/trice |
| 1997 | Premios de la Unión de Actores y Actrices | Ana Otero                | Miglior attrice protagonista in una serie TV           | Candidato/a     |
| 1998 | Premios de la Unión de Actores y Actrices | Tito Valverde            | Miglior attore protagonista in una serie TV            | Vincitore/trice |
| 1998 | Premios de la Unión de Actores y Actrices | Isabel Ordaz             | Miglior attrice non protagonista in una serie TV       | Vincitore/trice |
| 1998 | Premios de la Unión de Actores y Actrices | Ángel Burgos             | Miglior performance in un ruolo minore in una serie TV | Vincitore/trice |
| 1998 | Fotogrammi d'argento                      | Tito Valverde            | Miglior attore televisivo                              | Candidato/a     |